# Wahlkreis Reinickendorf 4
Der Wahlkreis Reinickendorf 4 ist ein Abgeordnetenhauswahlkreis in Berlin. Er gehört zum Wahlkreisverband Reinickendorf und umfasst die Gebiete Wittenau, Waidmannslust, Borsigwalde und Tegel (teilweise).

## Abgeordnetenhauswahl 2023
Bei der Wahl zum Abgeordnetenhaus von Berlin 2023 traten folgende Kandidaten an:
| Name                              | Partei           | Anteil der Erststimmen | Anteil der Zweitstimmen |
| --------------------------------- | ---------------- | ---------------------- | ----------------------- |
| Björn Wohlert                     | CDU              | 41,3 %                 | 39,5 %                  |
| Sven Meyer                        | SPD              | 23,3 %                 | 20,7 %                  |
| Eva Marie Plonske                 | Grüne            | 11,6 %                 | 12,4 %                  |
| Laila Mirzo                       | AfD              | 09,8 %                 | 09,9 %                  |
| David Jahn                        | FDP              | 04,3 %                 | 04,8 %                  |
| Gülistan Erdil                    | Die Linke        | 03,3 %                 | 04,1 %                  |
| Sabrina Rahmig                    | Tierschutzpartei | 03,0 %                 | 02,6 %                  |
| Klaus Behrendt                    | Die PARTEI       | 01,2 %                 | 01,0 %                  |
| Sabine Graw                       | dieBasis         | 00,8 %                 | 00,6 %                  |
| Hans-Hartmut Lenz                 | Mieterpartei     | 00,7 %                 | 00,3 %                  |
| Udo Nitzsche                      | Freie Wähler     | 00,6 %                 | 00,3 %                  |
| –                                 | Sonstige         | –                      | 03,8 %                  |
| Wahlberechtigte: 33.426 Einwohner |                  |                        |                         |
| Wahlbeteiligung: 64,0 %           |                  |                        |                         |

## Abgeordnetenhauswahl 2021
Bei der Wahl zum Abgeordnetenhaus von Berlin 2021 traten folgende Kandidaten an:
| Name                              | Partei           | Anteil der Erststimmen | Anteil der Zweitstimmen |
| --------------------------------- | ---------------- | ---------------------- | ----------------------- |
| Björn Wohlert                     | CDU              | 28,4 %                 | 27,0 %                  |
| Sven Meyer                        | SPD              | 26,4 %                 | 23,9 %                  |
| Eva Marie Plonske                 | Grüne            | 13,3 %                 | 13,4 %                  |
| Laila Mirzo                       | AfD              | 09,5 %                 | 09,4 %                  |
| David Jahn                        | FDP              | 08,2 %                 | 08,4 %                  |
| Gülistan Erdil                    | Die Linke        | 04,3 %                 | 05,3 %                  |
| Sabrina Rahmig                    | Tierschutzpartei | 03,9 %                 | 02,7 %                  |
| Klaus Behrendt                    | Die PARTEI       | 01,9 %                 | 01,4 %                  |
| Udo Nitzsche                      | Freie Wähler     | 01,8 %                 | 01,4 %                  |
| Sabine Graw                       | dieBasis         | 01,6 %                 | 01,3 %                  |
| Hans-Hartmut Lenz                 | Mieterpartei     | 00,7 %                 | 00,2 %                  |
| –                                 | Die Grauen       | –                      | 01,4 %                  |
| –                                 | Sonstige         | –                      | 04,2 %                  |
| Wahlberechtigte: 33.621 Einwohner |                  |                        |                         |
| Wahlbeteiligung: 75,1 %           |                  |                        |                         |

## Abgeordnetenhauswahl 2016
Bei der Wahl zum Abgeordnetenhaus von Berlin 2016 traten folgende Kandidaten an:
| Name                              | Partei           | Anteil der Erststimmen | Anteil der Zweitstimmen |
| --------------------------------- | ---------------- | ---------------------- | ----------------------- |
| Tim Zeelen                        | CDU              | 32,3 %                 | 27,1 %                  |
| Alexander Ewers                   | SPD              | 25,8 %                 | 22,3 %                  |
| Dieter Neuendorf                  | AfD              | 16,9 %                 | 16,4 %                  |
| Eva Marie Plonske                 | Grüne            | 09,9 %                 | 10,9 %                  |
| Dana Saky                         | Die Linke        | 05,5 %                 | 05,9 %                  |
| David Jahn                        | FDP              | 07,6 %                 | 08,4 %                  |
| Leonore Fuger                     | Piraten          | 02,1 %                 | 01,2 %                  |
| –                                 | Graue Panther    | 0–                     | 02,4 %                  |
| –                                 | Tierschutzpartei | 0–                     | 02,1 %                  |
| –                                 | Die PARTEI       | 0–                     | 01,1 %                  |
| –                                 | Sonstige         | 0–                     | 02,2 %                  |
| Wahlberechtigte: 34.788 Einwohner |                  |                        |                         |
| Wahlbeteiligung: 68,7 %           |                  |                        |                         |

## Abgeordnetenhauswahl 2011
Bei der Wahl zum Abgeordnetenhaus von Berlin 2011 traten folgende Kandidaten an:
| Name                              | Partei           | Anteil der Erststimmen | Anteil der Zweitstimmen |
| --------------------------------- | ---------------- | ---------------------- | ----------------------- |
| Andreas Gram                      | CDU              | 39,3 %                 | 37,2 %                  |
| Thorsten Karge                    | SPD              | 31,9 %                 | 28,9 %                  |
| Anke Petters                      | Grüne            | 12,9 %                 | 14,2 %                  |
| Benjamin Adamski                  | Piraten          | 07,6 %                 | 07,0 %                  |
| Siglinde Schaub                   | Die Linke        | 02,7 %                 | 03,1 %                  |
| ?                                 | pro Deutschland  | 02,1 %                 | 01,3 %                  |
| ?                                 | Die Freiheit     | 01,8 %                 | 01,2 %                  |
| ?                                 | FDP              | 01,6 %                 | 02,2 %                  |
| –                                 | NPD              | –                      | 01,8 %                  |
| –                                 | Tierschutzpartei | –                      | 01,7 %                  |
| –                                 | Sonstige         | –                      | 01,4 %                  |
| Wahlberechtigte: 34.667 Einwohner |                  |                        |                         |
| Wahlbeteiligung: 64,2 %           |                  |                        |                         |

## Abgeordnetenhauswahl 2006
Bei der Wahl zum Abgeordnetenhaus von Berlin 2006 traten folgende Kandidaten an:
| Name                              | Partei    | Anteil der Erststimmen |
| --------------------------------- | --------- | ---------------------- |
| Katrin Schultze-Berndt            | CDU       | 38,2 %                 |
| Anja-Beate Hertel                 | SPD       | 36,0 %                 |
| Anke Petters                      | Grüne     | 08,3 %                 |
| Carin Hollube                     | FDP       | 08,0 %                 |
| Udo König                         | WASG      | 03,6 %                 |
| Enrico Hohmeier                   | REP       | 03,3 %                 |
| Yusuf Dogan                       | Die Linke | 02,6 %                 |
| Wahlberechtigte: 34.508 Einwohner |           |                        |
| Wahlbeteiligung: 64,2 %           |           |                        |

## Abgeordnetenhauswahl 2001
Bei der Wahl zum Abgeordnetenhaus von Berlin 2001 traten folgende Kandidaten an:
| Name                              | Partei | Anteil der Erststimmen |
| --------------------------------- | ------ | ---------------------- |
| Roland Gewalt                     | CDU    | 39,7 %                 |
| Anja-Beate Hertel                 | SPD    | 38,6 %                 |
| Michael Tolksdorf                 | FDP    | 12,4 %                 |
| Anke Petters                      | Grüne  | 05,7 %                 |
| Friederike Nehring                | PDS    | 03,6 %                 |
| Wahlberechtigte: 34,419 Einwohner |        |                        |
| Wahlbeteiligung: 74,1 %           |        |                        |

## Abgeordnetenhauswahl 1999
Bei der Wahl zum Abgeordnetenhaus von Berlin 1999 traten folgende Kandidaten an:
| Name                              | Partei         | Anteil der Erststimmen |
| --------------------------------- | -------------- | ---------------------- |
| Roland Gewalt                     | CDU            | 56,4 %                 |
| Anja-Beate Hertel                 | SPD            | 28,9 %                 |
| Anke Petters                      | Grüne          | 05,7 %                 |
| Eva Müller                        | PDS            | 02,9 %                 |
| Gabriele Protz                    | Graue          | 02,8 %                 |
| Michael Tolksdorf                 | FDP            | 02,1 %                 |
| Carsten Czajka                    | BID            | 00,8 %                 |
| Hartmut Fiebiger                  | Einzelbewerber | 00,4 %                 |
| Wahlberechtigte: 34.386 Einwohner |                |                        |
| Wahlbeteiligung: 71,2 %           |                |                        |

## Abgeordnetenhauswahl 1995
Der Wahlkreisverband Reinickendorf umfasste zur Abgeordnetenhauswahl am 22. Oktober 1995 sieben, seit 1999 sind es sechs Wahlkreise. Ein direkter Vergleich ist daher nicht möglich.

## Bisherige Abgeordnete
Direkt gewählte Abgeordnete des Wahlkreises Reinickendorf 4:
| Jahr | Name                   | Partei | Anteil der Erststimmen |
| ---- | ---------------------- | ------ | ---------------------- |
| 2023 | Björn Wohlert          | CDU    | 41,3 %                 |
| 2021 | Björn Wohlert          | CDU    | 28,4 %                 |
| 2016 | Tim Zeelen             | CDU    | 32,3 %                 |
| 2011 | Andreas Gram           | CDU    | 39,3 %                 |
| 2006 | Katrin Schultze-Berndt | CDU    | 38,2 %                 |
| 2001 | Roland Gewalt          | CDU    | 39,7 %                 |
| 1999 | Roland Gewalt          | CDU    | 56,4 %                 |